# Mario Golf: World Tour
Mario Golf: World Tour (マリオゴルフ ワールドツアー) é um jogo eletrônico de golfe desenvolvido pela Camelot Software Planning e publicado pela Nintendo. para o Nintendo 3DS. O jogo foi anunciado pela primeira vez a 14 de fevereiro de 2013, em uma apresentação da Nintendo Direct. É o sexto jogo da série, e foi lançado em 1 de maio de 2014 no Japão, na América do Norte e na Europa em 2 de maio de 2014, e na Austrália em 3 de maio de 2014. O jogo estava originalmente programado para ser lançado no segundo/terceiro quadrimestre de 2013.
É um dos poucos jogos disponíveis para o console portátil da Nintendo a estarem em Português (de Portugal, para as regiões europeias) O jogo teve também modo online mas seu serviço foi encerrando quando a Nintendo encerrou o serviço online do 3ds em 8 de Abril de 2024

## Gameplay
World Tour é um jogo de simulação de golfe controlando personagens da franquia Mario, o jogador pretende acertar uma bola de golfe com um taco de golfe através de um campo de golfe, a fim de acertá-lo no buraco alvo no menor número de golpes. O jogo, em particular, emprega uma abordagem arcade para o golfe, enfatizando controles simples e diretos e jogabilidade mais rápida em vez de realismo. Apesar disso, alguns cursos são modelados para se parecerem com cursos da vida real, enquanto outros são ambientes temáticos de Super Mario. O jogo continua a empregar a mecânica de jogabilidade de "Super Shots"; Quando escolhidos pelo jogador, eles permitem uma distância extra ao bater a bola, embora apenas um número limitado deles seja alocado por curso, criando um aspecto estratégico para seu uso.

### Personagens
O Jogo conta com 21 personagens jogáveis, sendo:
- 13 Personagens disponiveis no jogo (Mario, Luigi, Peach, Yoshi, Daisy, Donkey Kong, Diddy Kong, Bowser, Bowser Jr,  Wario, Waluigi, Rei Boo e MII's)[10]
- 4 Disponiveis ao longo do jogo por meio das Star Coin (Toad, Kamek, Paratroopa* e Birdo)[11]
- 4 Disponiveis Por DLC (Mario de Ouro*, Ledrão*, Toadette* e Rosalina)[12]

*Nome dos personagens estão disponíveis em português do Brasil, caso jogue em português de Portugal, alguns nomes podem ser diferentes

### Mapas
O Jogo conta com quase 16 campos, sendo:
- 10 Mapas ao longo do jogo (Campo da Floresta, Campo Maritimo, Campo da Montanha, Sky Island , Jardim da Peach, Lago do Yoshi, Parque da Lagartola, Cheep Cheep Lagoon, DK Jungle, Bowser's Castle)[14]
- 6 Mapas disponiveis por DLC (Toad Highlands, Koopa Park, Deserto Caramelo, Mar de Menta, Minas Rebuçado, Mario's Star)[15]

### DLC
Ao longo do tempo, o jogo recebeu 3 pacotes de DLCs, sendo:
- Mushroom Pack: Conta com Toad Highlands e Koopa Park e a personagem jogável Toadette.[17]
- Flower Pack: Conta com Deserto Caramelo e Mar de Menta e o personagem jogável Ledrão.[18]
- Star Pack: Conta com Minas Rebuçados e Mario's Star e a personagem jogável Rosalina.[19]
- Caso o jogador quisesse comprar os tres pacotes por meio de uma Season Pass, se o jogador optar por esse modo, além de adquirir os mapas e os personagens presentes nas 3 DLC's, o jogador ganha o personagem Mario de Ouro[20]

## Recepção e Vendas
O jogo foi avaliado moderadamente positivamente, com media 78/100 na Metacritic e um 9/10 na Nintendolife. No Brasil, foi avaliado positivamente, recendo nota 8.2/10 na Nintendo Blast e nota 85 na TecMundo
Já sobre as vendas, o jogo vendeu quase 500 mil unidades, sendo o Japão o pais que mais comprou o jogo, quase 200 mil copias